# Mandal

Mandal címere

Mandal Vest-Agder megyében.

Mandal város, község (kommuner) Dél-Norvégiában, Vest-Agder megyében (fylke), Sørlandet régióban (landsdel). Norvégia legdélebbi városa, a Mandalhoz tartozó kis sziklazátony, Pysen pedig Norvégia legdélebbi pontja, koordinátái: 57°57′30.64″É, 07°33′52.30″K (A norvég szárazföld legdélebbi pontja: Lindesnes; 58°00′12.60″É, 07°30′47.69″K).
Formannskapsdistrikt, község, melyet 1838. január 1-jén hoztak létre. 1964. január 1-jén Mandalba olvasztották Halse og Harkmark és Holum korábbi községeket.
Nyugaton és északnyugaton Lindesnes, északon Marnardal, keleten Søgne községekkel határos. Területe 222 km², lakossága 2004-es adatok alapján 13 840.
Mandalban az 1956-os forradalom után számos magyar emigráns telepedett le.

## Neve

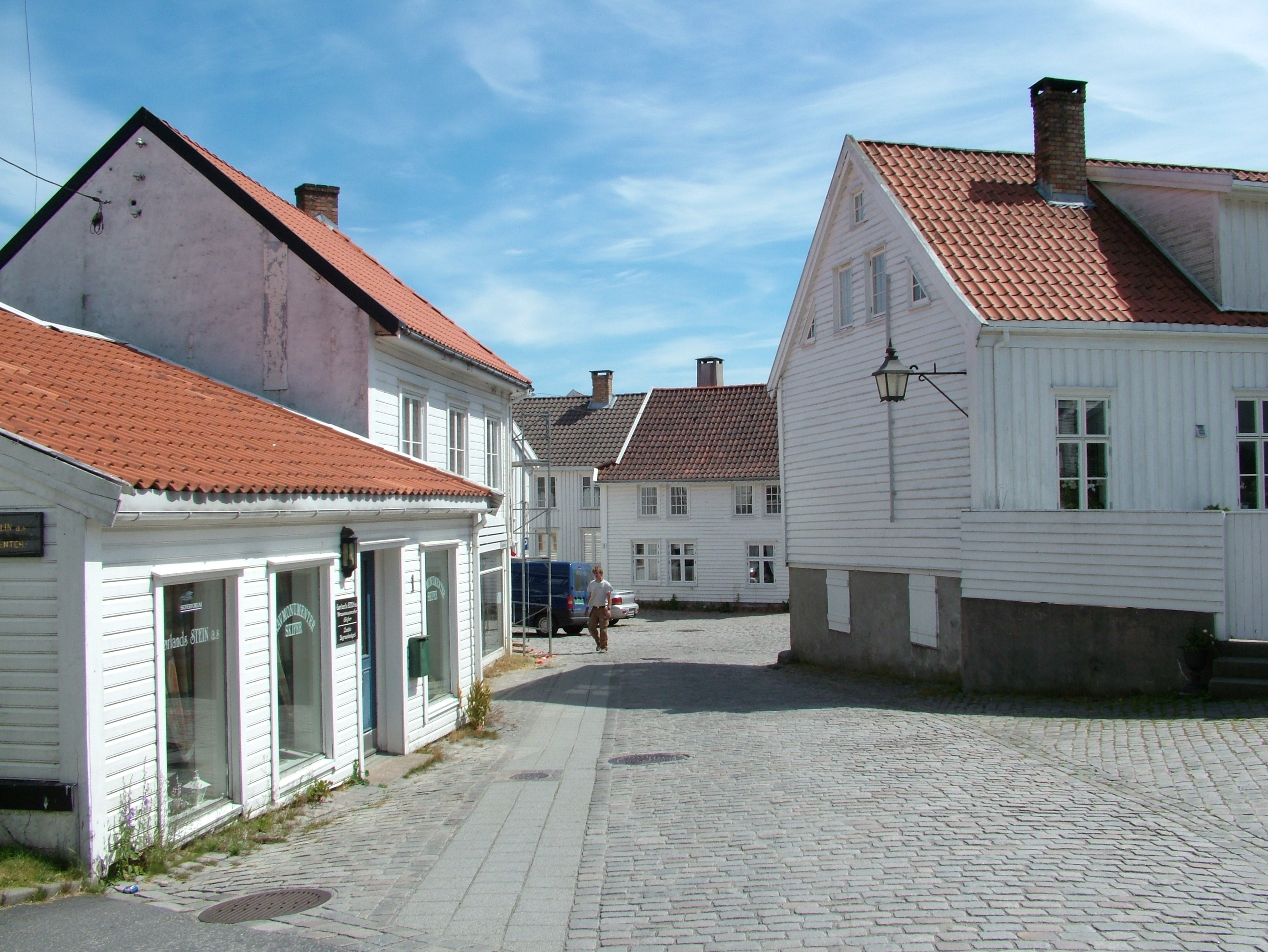
Mandali városrészlet

Neve az óészaki nyelvű Marnardalr összetett szó szó rövidült alakja. Ennek előtagja a Mörn folyó (ma Mandalselva) genitivusa, dalr jelentése pedig 'völgy'.
A város régi neve, 1653-ig, Vesterrisør ('Nyugati Risør') volt. Ez eredetileg a város közelében lévő Risøya szigetre utalt, a „nyugati” előtagot a 16. században kapta, hogy megkülönböztessék „Keleti Risør” (Østerrisør) várostól.

## Látnivalói
Mandal népszerű turistaközpont, mivel éghajlata norvég viszonylatban enyhe, és hosszú homokos strandokkal rendelkezik, amelyek közül a leghíresebb a városközpont közelében csaknem egy kilométer hosszan elnyúló Sjøsanden.
Mandal kirke Norvégia legnagyobb fatemploma, 1800 férőhellyel.

### Rendezvények
- Skalldyrfestivalen - a tengeri ételek ünnepe augusztusban.[2]

## Híres mandaliak
- Mandali születésű Gustav Vigeland (1869 - 1943) szobrász, az Oslói Vigelandsparken szoborpark létrehozója, akiről szülővárosában utcát neveztek el.
- Mandalban született Adolph Tidemand festő (1814 - 1876), akinek leghíresebb, Hans Gudéval együtt festett képe egy hagyományos Hardanger-fjordi esküvő nemzeti romantikus ábrázolása.

## Külső hivatkozások
- Honlapja (Bokmål nyelven) Archiválva 2004. május 24-i dátummal a Wayback Machine-ben